# Lagosuchus
Lagosuchus (лат.) (от др.-греч. λᾰγο- +σοῦχος, «зайцекрокодил») — древнее пресмыкающиеся, обитавшее в триасовый период (ладин). Название, придуманное американским палеонтологом Альфредом Шервудом Ромером (1894—1973), означает «прыгающий крокодил».
Его окаменелости были обнаружены в Ла-Риохе (Аргентина).
Lagosuchus был размером с кролика, а также схож с ним строением задних конечностей. Передние конечности Lagosuchus приспособлены для захвата добычи. По другим характеристикам схож с динозаврами, имел длинный тонкий хвост и длинные ноги, что свидетельствует о том, что он мог быстро и ловко перемещаться.

## История изучения

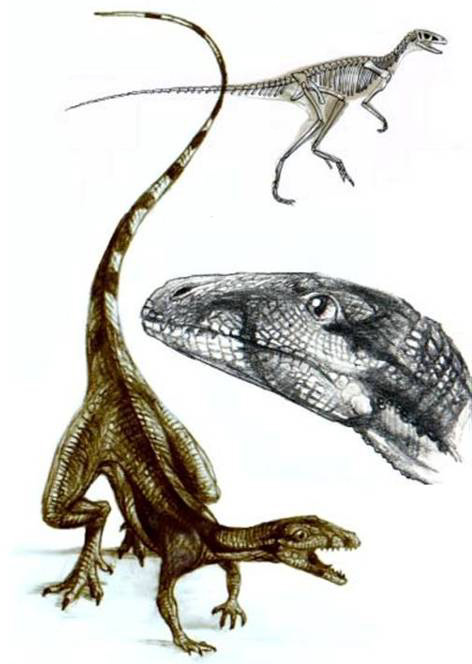
Устаревшая реконструкция, основанная на основе находок, выделенных позднее в род Marasuchus

Типовой и единственный вид, Lagosuchus talampayensis, был впервые описан Альфредом Шервудом Ромером в 1971 году, который считал его «псевдозухией» (в то время клада объединяла множество различных «текодонтов»). В 1972 году им же был описан второй вид, Lagosuchus lilloensis, известный по более крупным и хорошо сохранившимся экземплярам. Более поздний обзор, проведенный Хосе Бонапартом в 1975 году, объединил эти два вида и считал Lagosuchus промежуточным звеном между «псевдозухиями» и ящеротазовыми динозаврами.
Современные авторы считают, что по крайней мере L. lilloensis относится к ветви архозавров, эволюционно ведущей к динозаврам. Однако некоторые считают род Lagosuchus сомнительным. Пол Серено и Андреа Аркуччи (Andrea Arcucci) в исследовании 1994 года сочли вид L. talampayensis недиагностичным, а L. lilloensis выделили в новый род Marasuchus. В 2019 году скелет голотипа L. talampayensis PULR 09 был заново описан Федерико Агнолином (Federico Agnolin) и Мартином Эскюррой (Martín Ezcurra). Они утверждали, что скелет не только диагностичен, но и неотличим от образцов Marasuchus lilloensis. В результате они поддержали предложенную Бонапартом синонимию, отнеся образцы Marasuchus lilloensis с Lagosuchus talampayensis.
Возраст формации Chañares вызывал много споров. Традиционно считалось, что она относится к ладинскому ярусу, последнему ярусу среднего триаса. Радиометрическое датирование, проведённое в 2016 году, показало, что основная часть формации, содержащая окаменелости, относится к раннему карнийскому ярусу, почти к началу позднего триаса.

## Описание
Lagosuchus talampayensis, в своей наиболее ограниченной форме, может быть описан только на основе неполного скелета голотипа. Это был легко сложенный архозавр с длинными тонкими ногами и хорошо развитыми ступнями — черты, схожие с некоторыми ранними динозаврами. Учитывая короткие передние конечности и длинные голени Lagosuchus, вероятно, был двуногим животным, способным бегать. Грегори С. Пол предположил, что Lagosuchus был одним из самых мелких архозавров триасового периода, весившим около 167 г, по размеру и образу жизни похожим на современных мелких хищников, таких как ласка или хорь. Томас Хольц (Thomas R. Holtz Jr.) подсчитал, что Lagosuchus мог достигать общей длины 51 см и веса 50-500 г (сопоставимо с весом голубя). Однако эти оценки могли быть основаны на экземплярах, позднее отнесённых к Marasuchus, некоторые из которых были значительно крупнее голотипа Lagosuchus.

### Позвонки и передние конечности

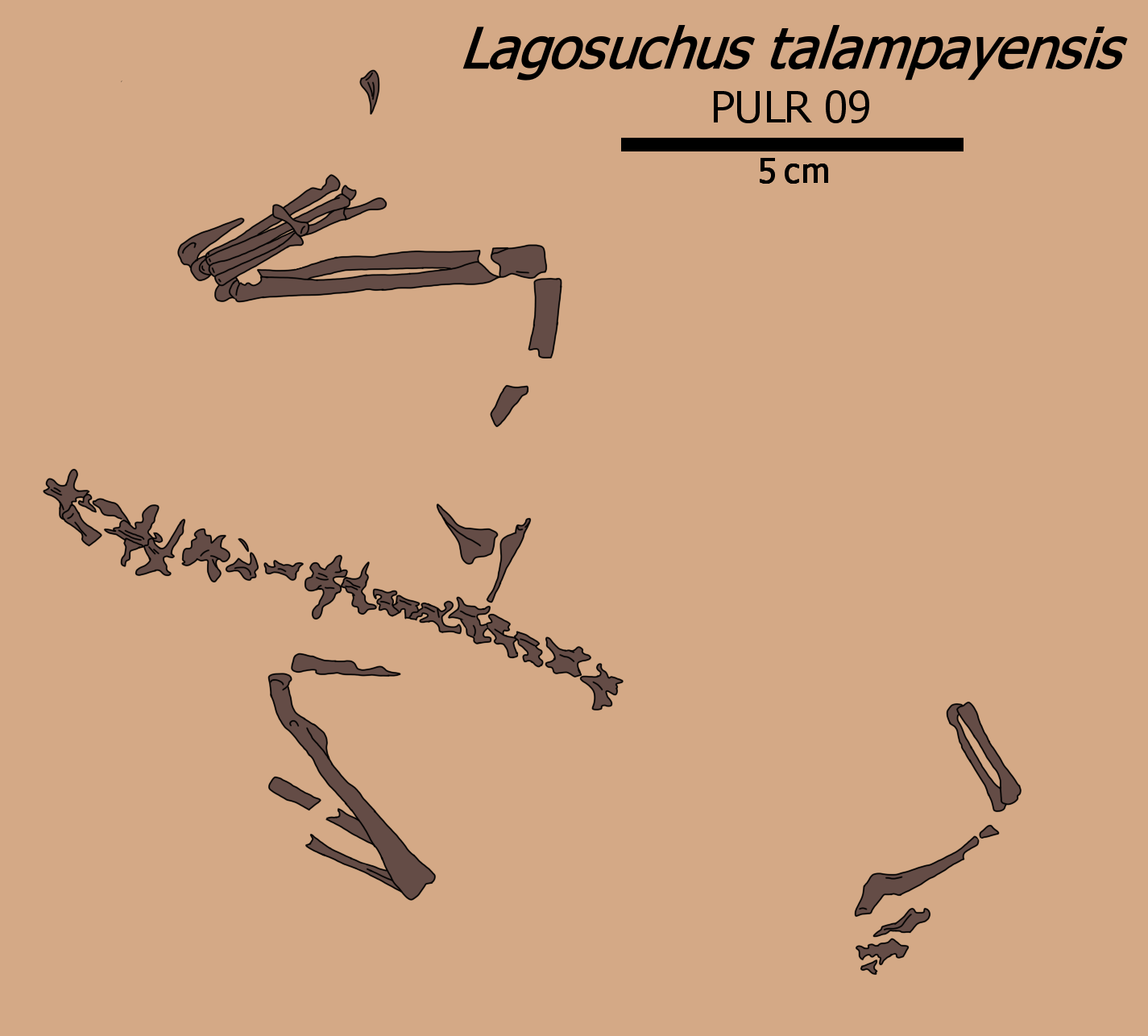
Схема PULR 09, частичного скелета, который служит голотипом Lagosuchus talampayensis.

Тела позвонков были вытянуты (длина в 3 раза больше высоты) несколько больше, чем у Marasuchus. Тем не менее, позвонки также имели много общих черт с Marasuchus, таких как большие углубления под поперечными отростками. Кроме того, у них обоих были трапециевидные остистые отростки с утолщёнными верхними концами, которые расширялись вперёд и назад, соприкасаясь с отростками соседних позвонков. Живший в то же время силезаврид Lewisuchus имел схожую морфологию позвонка, но у него также присутствовали остеодермы на остистых отростках, в отличие от Lagosuchus и Marasuchus. У двух крестцовых позвонков были большие и слегка сужающиеся поперечные отростки; схожее строение имели первые четыре хвостовых позвонка у основания хвоста. Задние хвостовые позвонки имеют гораздо более короткие поперечные отростки и более вытянутые тела, как у Marasuchus.
Лопатка была узкой, со слегка расширенным верхним концом и толстым продольным гребнем на внутренней поверхности. Плечевая кость также была довольно узкой, с подтреугольным дельтопекторальным гребнем в верхней части. Дельтопекторальный гребень простирается примерно на 31% длины плечевой кости, что делает его несколько менее протяжённым, чем у других авеметатарзалий (включая Marasuchus). Лучевая и локтевая кости тонкие, простые и необычайно короткие, всего около 65% длины плечевой кости. В отличие от Lagosuchus, у Marasuchus была более крупная локтевая кость с сильным надмыщелковым отростком. Передние конечности в целом были намного меньше задних.

### Таз и задняя конечность
Таз похож на таз Marasuchus, с тонким лобковым отростком и похожим на пластину седалищным бугром, на заднем крае которого имеется большой гребень.Бедренная кость удлинённая, с слегка повёрнутой внутрь головкой. Головка бедренной кости имеет характерную «шаровидную» форму с сильно выступающей выпуклой поверхностью, идущей вдоль внутренней и верхней частей. Эта черта характерна для Marasuchus и лагерпетид. Бедренная кость также имела шишковидный передний мыщелок и отчётливо выраженный четвёртый мыщелок. Большеберцовая кость и малоберцовая кость узкие,примерно на 10% длиннее бедренной кости. Как и у других динозавроморфов, большеберцовая кость имела крупный гребень в области колена и боковую борозду возле лодыжки. В области лодыжки присутствуют небольшая дистальная предплюсневая кость (III), более крупная дистальная предплюсневая кость (IV) и округлый астрагал, но пяточная кость в окаменелости отсутствует. Средние три плюсневые кости удлинены, причём плюсневая кость III является самой длинной. Плюсневая кость V короткая и сужается к концу. Плюсневая кость I тоже короткая, но длиннее, чем V (в отличие от Marasuchus). Фаланги тонкие, а коготь слабо изогнут и сплющен с боков.

## Палеобиология

### Метаболизм
Считается, что Lagosuchus и Marasuchus были переходными формами между холоднокровными рептилиями и теплокровными динозаврами.